# 横須賀市立野比小学校
横須賀市立野比小学校（よこすかしりつ のびしょうがっこう）とは、神奈川県横須賀市野比にある市立小学校。

## 沿革
- 1982年（昭和57年）
  - 4月1日 - 開設。
  - 6月11日 - 開校式。この日を創立記念日とした。
- 1996年（平成8年） - 野比東小学校を分離。

## 通学区域
2014年度は以下の通りである。
- 野比1丁目、2丁目（10番6号～20号、15番32号、16番～28番、29番1号～8号、37番～47番を除く。）
- 長沢3丁目、5丁目、6丁目

また、長沢2丁目26番1号は北下浦小学校の通学区域であるが、本校に通うことができる。

## 進学先中学校
本校の通学区域の内、野比1丁目、2丁目の一部が野比中学校、それ以外は長沢中学校となっている。
野比1丁目40、50番は野比中学校に通うこともできる。
また、公立学校選択制により以下の学校を選択できる。
- 野比中学校が通学区域となっている地域
  - 岩戸中学校
  - 久里浜中学校
  - 神明中学校
  - 北下浦中学校
  - 長沢中学校

- 長沢中学校が通学区域となっている地域
  - 岩戸中学校
  - 久里浜中学校
  - 神明中学校
  - 野比中学校
  - 北下浦中学校
  - 武山中学校

## 交通
- 京急久里浜線 YRP野比駅より徒歩5分